# Dia Mundial da Estatística
O Dia Mundial da Estatística é um dia internacional para celebrar a estatística. Criado pela Comissão Estatística das Nações Unidas, foi comemorado pela primeira vez em 20 de outubro de 2010. O dia é comemorado a cada cinco anos.
Em 2010, 103 países comemoravam um Dia Nacional da Estatística, incluindo 51 países africanos que, em conjunto, comemoram o Dia Africano da Estatística anualmente em 18 de novembro. A Índia comemora o Dia da Estatística em 29 de junho, data de aniversário do estatístico Prasanta Chandra Mahalanobis. A Real Sociedade de Estatística do Reino Unido também lançou sua campanha de alfabetização estatística getstats  no mesmo dia, às 20:10 (em 20 de outubro de 2010).